# فريدي بارتولوميو
فريدي بارتولوميو (بالإنجليزية: Freddie Bartholomew) هو ممثل بريطاني وأمريكي (وحمل سابقاً جنسية المملكة المتحدة لبريطانيا العظمى وأيرلندا)، ولد في 28 مارس 1924 بلندن في المملكة المتحدة، وتوفي في 23 يناير 1992 في الولايات المتحدة. بدأ مشواره المهني سنة 1930.

## أعمال

### أفلام
- (1935) آنا كارنينا
- (1935) ديفيد كوبرفيلد
- (1937) قباطنة شجعان

## وصلات خارجية
- فريدي بارتولوميو على موقع IMDb (الإنجليزية)
- فريدي بارتولوميو على موقع الموسوعة البريطانية (الإنجليزية)
- فريدي بارتولوميو على موقع ألو سيني (الفرنسية)
- فريدي بارتولوميو على موقع أول موفي (الإنجليزية)
- فريدي بارتولوميو على موقع قاعدة بيانات الأفلام السويدية (السويدية)
- فريدي بارتولوميو على موقع إن إن دي بي (الإنجليزية)
- فريدي بارتولوميو على موقع قاعدة بيانات الفيلم (الإنجليزية)
- فريدي بارتولوميو على موقع كينوبويسك (الروسية)